# Lolland-Falsters Historiske Samfund
Lolland-Falsters Historiske Samfund (LFHS) er en dansk forening, hvis hovedformål er at styrke den lokalhistoriske interesse på Lolland og Falster og kendskabet til Lolland-Falsters historie. Samfundet blev stiftet i 1912 og har siden hvert år udgivet en årbog med forskellige lokalhistoriske artikler. I 2012 udgav det ved 100-års-jubilæet bogen "Lolland-Falster - historier i landskabet" med 100 historiske nedslag i livet på øerne. Samfundet har også rejst og vedligeholdt en række mindesten rundt om på øerne for lokale personligheder og begivenheder og i tidens løb afholdt en lang række arrangementer for medlemmerne med lokalhistoriske temaer.
Foreningen har ifølge vedtægterne hjemsted i Maribo i Lolland Kommune. LFHS havde efter eget udsagn ca. 300 medlemmer i 2024.

## Historie
Foreningen blev stiftet ved et møde i Maribo 27. juni 1912. Forud for mødet havde en række prominente personer på Lolland og Falster (eller "fra Nakskov i vest til Næsgaard i øst", som foreningen skriver på sin hjemmeside) udsendt en opfordring til hele lokalbefolkningen om at deltage i grundlæggelsen af den historiske forening. I alt ca. 400 lolliker og falstringer udtrykte interesse, og på det stiftende møde blev nedsat en bestyrelse på 12 medlemmer med amtsforvalter Axel Holck i Maribo som formand. Prisen for et årligt medlemskab blev fastsat til 2 kr.
Udover Holck har blandt andet forfatteren og folkemindesamleren Helene Strange, historikeren Else-Marie Boyhus og lægen og lokalpolitikeren i Nysted C.A. Hansen i tidens løb haft tillidsposter eller bidraget til LFHS.

## Aktiviteter
Foreningens hovedaktivitet har lige siden stiftelsen i 1912 været udgivelsen af en årbog. Derudover arrangerer den foredrag og ture for medlemmerne. De sidstnævnte aktiviteter er dog i nyere tid blevet prioriteret lidt lavere som følge af, at der er et stort udbud af lignende arrangementer fra andre aktører i området.

### Årbøger
LFHS har hvert år siden 1912 udgivet en årbog med forskellige artikler om alskens lokalhistoriske emner. Det kan dreje sig om personal- og slægtshistorie, arkæologi, landbohistorie, social- og kriminalhistorie, kirke- og skolehistorie. Artiklerne kommer vidt omkring, og desuden rummer årbøgerne ofte en oversigt over, hvad der har stået om Lolland-Falster i andre udkomne historiske bøger det år, og foreningens årsberetning. Alle de udgivne årbøger siden 1912 bortset fra de to nyeste årgange er digitalt tilgængelige og dermed søgbare på foreningens hjemmeside.

#### Jubilæumsskrifter
I 1972 ved foreningens 60-års-jubilæum var årbogen udformet som en særlig historisk billedbog om Lolland-Falster, redigeret og skrevet af Else-Marie Boyhus. Billedbogen fortalte enkelt i ca. 40 nedslag om øernes historie. Ved 100-års-jubilæet i 1972 gentog foreningen ideen ved at udgive "Lolland-Falster - historier i landskabet", redigeret af Heidi Pfeffer og Ove H. Nielsen. Denne bog rummede 100 historier fra oldtid til nutid på øerne med eksempler som voldstedet Refshaleborg i Maribosøerne, de særprægede stråtækte og stråbeklædte huse i landsbyen Hesnæs, det middelalderlige færgested i Gåbense, beskrivelse af roebanerne på Lolland, på et tidspunkt Danmarks største privatbane, anlæggelsen af Rødbyhavn som en mønsterby for Bedre Byggeskik-stilen og som det sidste og seneste indslag beretningen om den 10. november 2011, hvor hovedindholdet i den meget populære japanske TV-føljeton Verdens bedste... med mere end 35 millioner seere var et portræt af Lolland i rollen som verdens bedste bæredygtige ø.

### Mindesten
I perioden fra 1928 til 1953 rejste foreningen en række mindesten for en række historiske personer og steder på Lolland-Falster. Foreningen holder løbende tilsyn med stenene og vedligeholder dem. Stenene er sat til minde om:
- Biskop N. E. Balle[12]
- Sognefoged Hans Rasmussen
- Frihedskæmperen Otto Kuld - en helt fra Nakskovegnen under svenskekrigene
- Falsters Virke
- Niels Hemmingsen
- Juellingefundet med fire kvindegrave fra Jernalderen
- Hobyfundet
- Borrehuset - Marie Grubbe
- Kaj Munk
- Helene Strange
- Cathrine Ernst, som Christian Winther elskede